# Baltasar Sans Pàmies
Baltasar Sans Pàmies (Barcelona, 1883 - Moncada y Reixach, 19 de julio de 1957) fue un pintor español.
Cursó estudios en la Real Academia de Bellas Artes de San Fernando, de vuelta a Barcelona fue discípulo de Enric Monserdà i Vidal y posteriormente de Modesto Urgell. Durante el año 1904 amplió sus estudios en París y Roma, donde trabajó junto a Mariano Benlliure y otros artistas españoles pensionados.
Al retornar a Barcelona se estableció en Moncada y Reixach, dedicándose a la pintura de objetos, bodegones y retratos, exponiendo en salas y galerías de Barcelona, como las Galerías Layetanas, punto de encuentro de artistas e intelectuales del novecentismo.
En paralelo, Sans desarrolla la pasión por la fotografía, permitiéndole explorar otras técnicas de pintura, tomando imágenes fotográficas que posteriormente plasmaba en óleos.
A principio de los años cuarenta, Sans fue maestro de dibujo y pintura del pintor montcadense Joan Capella.